# ファンタスティック・フォー (アニメ)
ファンタスティック・フォー（Fantastic Four）は、1994年9月24日から1996年2月24日までに放送されたアメリカ合衆国のテレビアニメ。本作は同名チームのコミックを題材としている。日本では2006年11月5日から2007年5月6日までトゥーン・ディズニーのジェティックスで放送された。

## 概要
1994年から1996年まで、ジェネシス・エンターテイメントとニュー・ワールド・エンターテインメントは、「マーベル アクション・アワー」という週末のテレビ番組枠の1つとして、ファンタスティック・フォーの新作を各地のテレビ局に売り込んだ。この枠は後に別番組と足して「マーベル アクション・ユニバース」と改名している。1時間番組として編成され、前半はアイアンマン、後半はファンタスティック・フォーだった。最初のシーズンでは、本編が始まる前にスタン・リーが次に出てくるキャラクターを紹介したり、そのキャラクターを作った大きなきっかけを熱く語っていた。
シーズン1のエピソードでは、殆どはスタン・リーとジャック・カービーが1960年代に発売したコミックのストーリーをかなり忠実に再構築させたものだった。例えば、シルバーサーファーがギャラクタスが第5話・第6話にやってきて、ドクター・ドゥームがシルバーサーファーの能力を盗んだというストーリーはコミックにあるストーリーとかなり忠実に仕上がっていた。しかしながら、全シーズンでのコスト効率の高いアニメーション部分（ワン・フィルム・プロダクション、ケネディ・カートゥーンが提供）と、ファンタスティック・フォーのことにとてもしつこいイギリス人の女主（スタンの妻であるジョーン・リーが務めた）を登場させた際、コミックから見てきたファンからは「なんだこれは・・・」などといったような不快感を感じられていた。かつてコミック版ファンタスティック・フォーの脚本家だったトム・ファデルコも『The Fantastic Four #1』第396号において、アントマンがテレビにファンタスティック・フォーが映っているときにベンをからかうシーンを書いた事で騒動を起こしている。
また、一部のエピソードではセルアニメが使われており、これが唯一のシーズンでもある。このシーズンでは主題歌があり、日本語吹き替え版でも日本語歌詞として歌われていた。
最終シーズンとなるシーズン2で大幅アップデートし、オープニングも変更されている。このオープニングでは、本からファンタスティック・フォーが飛び出しており、ドクター・ドゥームも登場するほか、"（4）"という特大な文字で書かれた金色のコインをシングが投げた後にリードたちが集合するシーンが描かれている。
1994年に製作されたスパイダーマンでシーズン5「シークレット・ウォーズ/スパイダー・ウォーズ編」が放送されたが、ファンタスティック・フォーのチームとドクター・ドゥームが登場された際には声優が変更されている。ただし、これは日本では放送されなかった。
1996年に製作された超人ハルクで「ドクター・ドゥーム再び」が放送された際、ファンタスティック、シング、ドクター・ドゥームが登場し、それそれ本作と同じ声優が再演した（日本語吹き替え版ではファンタスティックとドクター・ドゥームは不明だが、シングは楠見が務めた）。

## キャラクター
ミスター・ファンタスティック
声 - 佐久田修/英 - ボー・イーヴァー
インヴィジブル・ウーマン
声 - 加納千秋/英 - ローリー・アラン
ヒューマン・トーチ
声 - 武藤正史/英 - ブライアン・オースティン・グリーン→クイントン・フリン
ザ・シング
声 - 楠見尚己/英 - チャック・マッキャン
シルバーサーファー
声 - 田中一永/英 - ロビン・サックス→エドワード・アルバート
ブラック・パンサー
声 - ?/英 - キース・デイヴィッド
アリシア・マスターズ
声 - 松久保いほ/英 - パウロ・アルチュール・ロマス
ドクター・ドゥーム
声 - 江川大輔/英 - ジョン・ヴァーノン→ニール・ロス
宇宙魔神ギャラクタス
声 - ?/英 - トニー・ジェイ
デアデビル / マット・マードック
声 - 花輪英司/英 - ビル・スミトロヴィッチ
「デアデビル現る」に登場。
ミス・フォーブス
声 - ジョアン・リー / 加藤悦子
メデューサ
声 - ? / 加藤悦子
マイティ・ソー
声 - 不明 / 英 - ジョン・リス＝デイヴィス
『恐怖の惑星エゴ』に登場。日本語版声優は不明だが、スパイダーマン&アメイジング・フレンズと超人ハルクに登場した時と同じ声であった。
スタン・リー
声 - 斎藤龍吾 / 英 - 本人

## 各話リスト
| 話数 | 話数 | 邦題                                             | 原題                                                 | 放送日         | 放送日         |
| ---- | ---- | ------------------------------------------------ | ---------------------------------------------------- | -------------- | -------------- |
| 1    | 1    | ファンタスティック・フォー誕生 パート1           | The Origin of the Fantastic Four Part 1              | 1994年 9月24日 | 2006年 11月5日 |
| 2    | 2    | ファンタスティック・フォー誕生 パート2           | The Origin of the Fantastic Four Part 2              | 10月1日        | 11月12日       |
| 3    | 5    | シルバー・サーファーと宇宙神ギャラクタス パート1 | The Silver Surfer and the Coming of Galactus Part I  | 10月8日        | 11月19日       |
| 4    | 6    | シルバー・サーファーと宇宙神ギャラクタス パート2 | The Silver Surfer and the Coming of Galactus Part II | 10月15日       | 11月26日       |
| 5    | 7    | スーパー・スクラル来襲                           | Super Skrull                                         | 10月22日       | 12月3日        |
| 6    | 12   | ネガティブ・ゾーンからの侵略者                   | Behold the Negative Zone                             | 10月29日       | 12月10日       |
| 7    | 11   | 地底の支配者モールマン                           | Mole Man                                             | 11月5日        | 12月17日       |
| 8    | 13   | シルバー・サーファーとギャラクタスの再会         | The Silver Surfer and the Return of Galactus         | 11月12日       | 12月24日       |
| 9    | 8    | ドクター・ドゥームの秘密 パート1                 | The Mask of Doom - Part I                            | 11月19日       | 2007年 1月7日  |
| 10   | 9    | ドクター・ドゥームの秘密 パート2                 | The Mask of Doom - Part II                           | 11月26日       | 1月14日        |
| 11   | 10   | ドクター・ドゥームの秘密 パート3                 | The Mask of Doom - Part III                          | 12月3日        | 1月21日        |
| 12   | 3    | 海底の王子ネイモア                               | Now Comes the Sub-Mariner                            | 12月10日       | 1月28日        |
| 13   | 4    | スクラル帝国の逆襲                               | Incursion of the Skrulls                             | 12月17日       | 2月4日         |
| 14   | 14   | デアデビル現る                                   | And a Blind Man Shall Lead Them                      | 1995年 9月23日 | 2月11日        |
| 15   | 15   | インヒューマン物語 パート1                       | Inhumans Saga Part 1: And the Wind Cries Medusa      | 9月30日        | 2月18日        |
| 16   | 16   | インヒューマン物語 パート2                       | Inhumans Saga Part 2: The Inhumans Among Us          | 10月7日        | 2月25日        |
| 17   | 17   | インヒューマン物語 パート3                       | Inhumans Saga Part 3: Beware the Hidden Land         | 10月14日       | 3月4日         |
| 18   | 18   | 恐怖のサイコマン                                 | Worlds Within Worlds                                 | 10月21日       | 3月11日        |
| 19   | 19   | 恐怖の惑星エゴ                                   | To Battle the Living Planet                          | 11月4日        | 3月18日        |
| 20   | 20   | 若き王ブラック・パンサー                         | Prey of the Black Panther                            | 11月11日       | 3月25日        |
| 21   | 21   | ギャラクタスの案内人                             | When Calls Galactus                                  | 11月18日       | 4月1日         |
| 22   | 22   | ハルク 対 ザ・シング                             | Nightmare in Green                                   | 11月25日       | 4月8日         |
| 23   | 23   | 父との再会                                       | Behold, a Distant Star                               | 1996年 2月3日  | 4月15日        |
| 24   | 24   | 愉快なインポッシブルマン                         | Hopelessly Impossible                                | 2月10日        | 4月22日        |
| 25   | 25   | 謎の巨大ロボット                                 | The Sentry Sinister                                  | 2月17日        | 4月29日        |
| 26   | 26   | ドクター・ドゥームとの決戦                       | Doomsday                                             | 2月24日        | 5月6日         |

## スタッフ
- 製作総指揮 - ロン・フリードマン、グレン・レオポルド
- 音楽 - ジョルジオ・モロダー（シーズン1）、ウィリアム・ケビン・アンダーソン（シーズン2）
- エグゼクティブプロデューサー - アヴィ・アラッド、スタン・リー、リック・アンガー（シーズン2）
- プロデューサー - グレン・ホール（シーズン1）、ラリー・ヒューストン（シーズン2）
- 製作 - ウォング・フィルムズ・プロダクション（シーズン1）、フィリピン・アニメーション・スタジオ（シーズン2）、マーベル・エンターテインメント、マーベル・フィルムズ

### 日本語版制作スタッフ
- 翻訳：小西恵
- 演出：依田孝利
- 音楽演出：市之瀬洋一
- 録音制作：東北新社

## 放送局
| 放送局             | 放送日付                       | 放送時間                 | 備考                      |
| ------------------ | ------------------------------ | ------------------------ | ------------------------- |
| トゥーンディズニー | 2006年11月5日 - 2007年5月6日   | 日曜 22時30分 - 23時00分 | 土曜は再放送 リピートあり |
| トゥーンディズニー | 2006年11月11日 - 2007年5月12日 | 土曜 22時30分 - 23時00分 | 土曜は再放送 リピートあり |

## 映像ソフト化
| 商品名                                            | 収録内容 | 映像特典                                                                                | 発売日        | 発売元・販売元                                                               | 規格品番 |
| ------------------------------------------------- | --- | --------------------------------------------------------------------------------------- | ------------- | ---------------------------------------------------------------------------- | -------- |
| ファンタスティック・フォー / レジェンド・ビギンズ | “The Origin Of The Fantastic Four” Part I “The Origin Of The Fantastic Four” Part II “The Mask Of Doom” Part I “The Mask Of Doom” Part II “The Mask Of Doom” Part III | スタン・リーのイントロダクション スタン・リーによるファンタスティック・フォーの誕生秘話 | 2005年9月21日 | ブエナ・ビスタ・ホーム・エンターテイメント（ウォルト・ディズニー・ジャパン） | VWDS5062 |